# Roy Clare
Roy Alexander George Clare (né le 30 septembre 1950 à Hammersmith) est un ancien amiral de la Royal Navy devenu directeur du National Maritime Museum.

## Carrière

### Royal Navy
Il déménage avec sa famille de Londres au Cap, en Afrique du Sud, où il fréquente lr  Lycée Saint-Georges (Le Cap).
En 1961, à 15 ans, il rejoint la Royal Navy comme matelot à bord du HMS Ganges et monte dans la hiérarchie jusqu'à devenir amiral en 1999, servant dans un rassemblement de l'OTAN avant de quitter le service volontairement en 2000 pour prendre le rôle de directeur du National Maritime Museum.
Pendant sa carrière, il étudie au Britannia Royal Naval College au début des années 1970, au Royal Naval College et au Royal College of Defence Studies en 1993. Il est militaire adjoint au ministère d'État des Forces Armées (1989-1991) puis directeur adjoint des Navy Plans (1993-1996).
Il sert à bord du Eastbourne, Decoy, Ashanti, Diomede, Juno et Glamorgan. Il commande le chasseur de mines Bronington, les destroyers Birmingham (1987–1989) et York (1991-1992), et le porte-avions Invincible (1996–1997). Il est capitaine de la 3e escadre de destroyers (en) (1991-1992) et de 1998 à 1999 commodore du Britannia Royal Naval College où il fonde un musée.
Clare est administrateur du navire historique HMS Bronington à sa mise hors service 1989 jusqu'en 1999 puis vice-président de l'association dédiée au navire jusqu'à sa dissolution en 2002.

### Musée
Il est directeur du National Maritime Museum de 2000 à 2007. Il initie SeaBritain 2005, un partenariat avec VisitBritain et soixante autres organisations pour commémorer le bicentenaire de la victoire de l'amiral Nelson à la bataille de Trafalgar.
Il dirige une restructuration majeure de la gestion des collections, y compris la création d'un inventaire complet, l'amélioration des installations de conservation et un projet de partenariat avec Chatham Historic Dockyard pour afficher et stocker des modèles de navires. Il lance le projet Espace-temps d'un coût de 16 millions de livres pour restaurer les bâtiments de l'observatoire royal de Greenwich, créer de nouveaux galeries et espaces éducatifs, construire un planétarium de 120 places (le planétarium Peter Harrison) et améliorer les installations pour les visiteurs. L'observatoire royal rénové est inauguré par la reine Élisabeth II en mai 2007.
Pendant les rénovations, il est également directeur de la Maison de la Reine et de la Caird Library. De 2001 à 2007, il est président d'un groupe de travail sur le leadership créé par le Conseil des directeurs des musées nationaux. Pendant cette période, il est membre d'un groupe de réflexion sur la politique maritime appelé le Forum de Greenwich. De 2005 à 2007, il est membre du conseil d'administration de Creative and Cultural Skills (Conseil sectoriel des compétences pour les musées) et de 2009 à 2011, il est membre du conseil d'administration de l'agence de développement des qualifications et des programmes.
À partir de 2007, il est directeur général du Conseil des musées, bibliothèques et archives, dont il fut membre du conseil au cours de l'année précédente. Au cours de son mandat de directeur général, le Conseil est restructuré de manière substantielle pour améliorer l'efficacité et réduire les coûts d'exploitation. L'organisation allégée fusionne par la suite avec le Conseil des arts d'Angleterre. Pendant cette période, Clare est également président de Living Places, un regroupement d'agences culturelles britanniques qui vise à promouvoir les avantages des opportunités culturelles et sportives dans la communauté. Les cinq agences impliquées dans le projet sont le Conseil des arts d'Angleterre, la Commission pour l'architecture et l'environnement bâti, English Heritage, le Conseil des musées, bibliothèques et archives et Sport England.
En avril 2011, il est nommé directeur du musée du mémorial de guerre d'Auckland en Nouvelle-Zélande, en remplacement du directeur intérimaire, Don McKinnon. Dans ce rôle, il est responsable de mener une révision fondamentale de la vision stratégique du musée, aboutissant à la publication du Musée du futur en 2012. Le musée investit beaucoup dans ses collections, ses capacités professionnelles et ses ressources numériques. En octobre 2015, le conseil fiduciaire du musée annonce une croissance à deux chiffres de sa fréquentation et un niveau élevé de satisfaction de la clientèle.
En 2014, Clare est élu au Conseil des musées Aotearoa (l'association pour les musées de Nouvelle-Zélande) puis président en mai 2015 pendant un an. Il renonce alors de travailler en Nouvelle-Zélande. Il retourne en Grande-Bretagne à la fin du mois de décembre 2016.
Au cours d'une année sabbatique en 2017, il progresse dans un projet de recherche maritime reporté depuis longtemps. Il s'occupe d'entreprises sociales, d'organismes de bienfaisance et d'organismes sans but lucratif.